# Awwal Number
Awwal Number er en indisk film fra 1990 af Dev Anand.

## Medvirkende
- Dev Anand som DIG Vikram Singh "Vicky"
- Aamir Khan som Sunny
- Ekta Sohini som Aarti
- Neeta Puri som Maria
- Aditya Pancholi som Ranveer Singh "Rony"
- Kulbhushan Kharbanda som Kundi
- Sudhir Pandey som Sundaram